# Deroceras ponsonbyi
Deroceras ponsonbyi is een slakkensoort uit de familie van de Agriolimacidae. De wetenschappelijke naam van de soort is voor het eerst geldig gepubliceerd in 1884 door P. Hesse.